# وسا هانسکی
وسا هانسکی (به انگلیسی: Vesa Hanski) (زادهٔ ۱۳ سپتامبر ۱۹۷۳) شناگر اهل فنلاند است.